# Bruno Wolkowitch

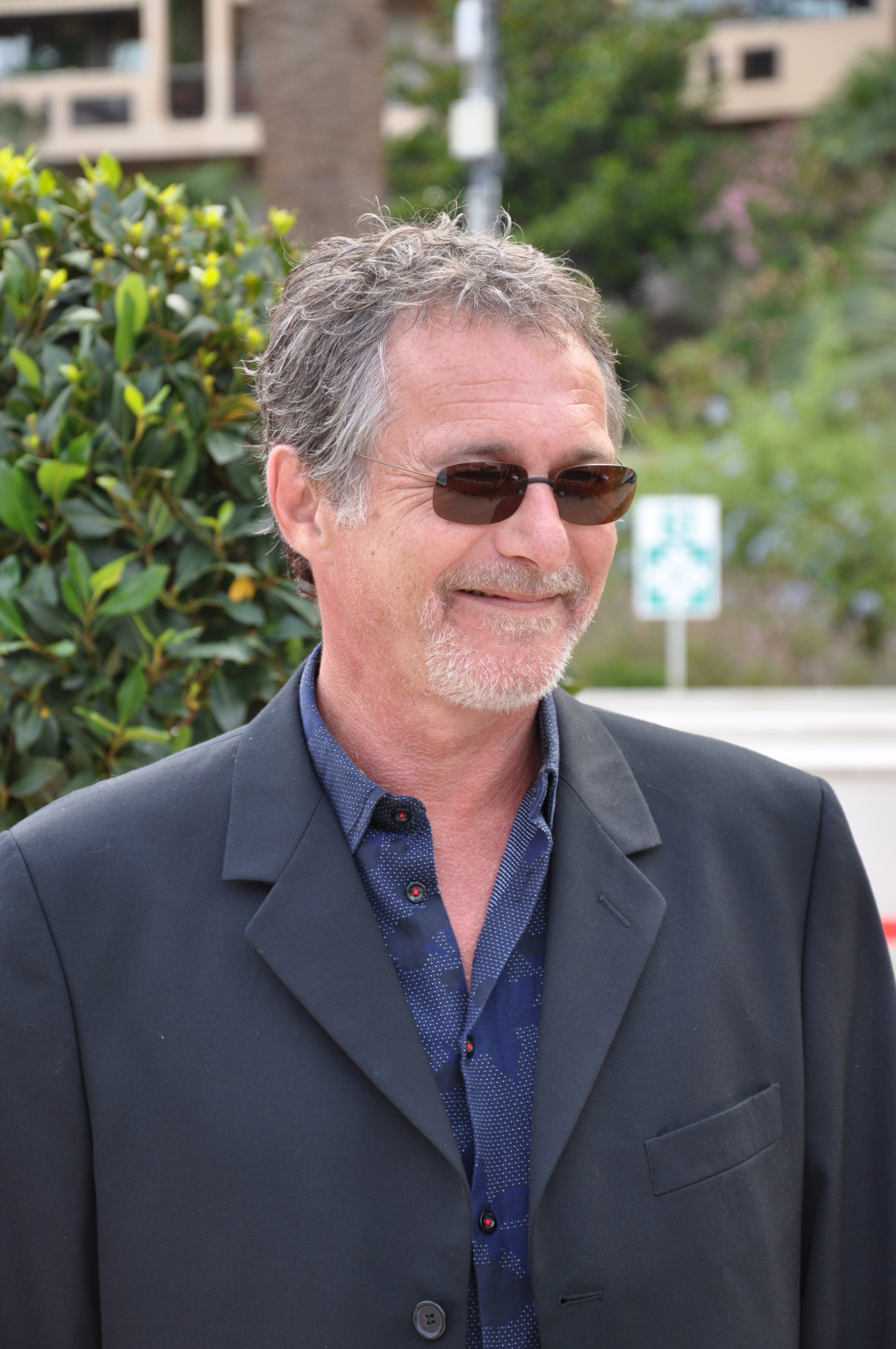
Bruno Wolkowitch 2015

Bruno Wolkowitch (* 10. Mai 1961 in Paris) ist ein französischer Film-, Fernseh- und Theaterschauspieler.

## Leben
Wolkowitch lernte von 1981 bis 1984 Schauspiel am Studio 34 in Paris – einer privaten Schauspielschule von Claude Mathieu und Philippe Brigaud – und von 1984 bis 1987 am Conservatoire national supérieur d’art dramatique, ebenfalls in Paris. Wolkowitch gab seinerseits von 1991 bis 1993 an der Schauspielschule École Claude Mathieu Unterricht, der Nachfolgeinstitution des Studio 34.
2002 war Wolkowitch Mitglied der Jury beim Festival des amerikanischen Films. 2002 erhielt er auf dem Festival de Luchon eine Ehrung als bester Schauspieler (Peynet d’honneur du meilleur comédien de fiction). 2009 war er Mitglied der Jury im gleichen Festival. 2015 gehörte er zur Jury beim Festival de Télévision de Monte-Carlo.
Neben seinen Rollen in Kinofilmen wirkte Wolkowitch in zahlreichen Fernseh- und Theaterproduktionen mit und war als Synchronsprecher und Filmproduzent tätig.

## Filmografie
Kinofilme
- 1983: Der Schrei nach Leben (Au nom de tous les miens) – Regie: Robert Enrico
- 1984: Höllenzug (Train d’enfer) – Regie: Roger Hanin
- 1987: Schütze deine Rechte (Soigne ta droite) – Regie: Jean-Luc Godard
- 1988: L’Enfance de l’art – Regie: Francis Girod
- 1989: Vent de Galerne – Regie: Bernard Favre
- 1993: Mauvais garçon – Regie: Jacques Bral
- 1994: Johanna, die Jungfrau – Der Verrat (Jeanne la pucelle) – Regie: Jacques Rivette
- 1994: L’Affaire – Regie: Sergio Gobbi
- 1995: L’Uomo proiettile – Regie: Silvano Agosti
- 1996: Rettung aus der weißen Hölle (Mayday) – Regie: Jean-Louis Daniel
- 1997: La Chica – Regie: Bruno Gantillon
- 1998: Der Rachepakt (Terminale) – Regie: Francis Girod
- 2004: Le Grand Rôle – Regie: Steve Suissa
- 2010: The Tourist – Regie: Florian Henckel von Donnersmarck
- 2012: L’amore è imperfetto – Regie: Francesca Muci
- 2013: Viaggio sola – Regie: Maria Sole Tognazzi
- 2013: Chez nous c’est trois! – Regie: Claude Duty
- 2016: Die verrückte Reise von Max & Leon  (La folle histoire de Max et Léon) – Regie: Jonathan Barré

Fernseh-Filme und Serien
- 2003: Lagardère – Der maskierte Rächer (Largardère)
- 2008: Bonjour Sagan
- seit 2012: Spin – Paris im Schatten der Macht (Les hommes de l’ombre)
- 2016: Kommissar Caïn (Caïn, 1 Folge)
- 2017: Victoria